# Јосифалау
Јосифалау (рум. Iosifalău) насеље је у Румунији у округу Тимиш у општини Велики Тополовац. Oпштина се налази на надморској висини од 119 m.

## Историја
По "Румунској енциклопедији" место је основано 1882. године, од немачких католика насељеника. Држава је дала земљиште на којем су се населили Немци из Елизехајма села у српском делу Баната.

## Становништво
Према подацима из 2021. године у насељу је живело 443 становника.

### Попис2002.
| Расподела становништва по националности 2002.‍ | Расподела становништва по националности 2002.‍ | Расподела становништва по националности 2002.‍ | Расподела становништва по националности 2002.‍ | Расподела становништва по националности 2002.‍ |
| --------------------------------------------- | --------------------------------------------- | --------------------------------------------- | --------------------------------------------- | --------------------------------------------- |
|                                               |                                               |                                               |                                               |                                               |
| Румуни                                        | Румуни                                        |                                               | 442                                           | 84,7%                                         |
| Мађари                                        | Мађари                                        |                                               | 7                                             | 1,3%                                          |
| Украјинци                                     | Украјинци                                     |                                               | 13                                            | 2,5%                                          |
| Немци                                         | Немци                                         |                                               | 20                                            | 3,8%                                          |
| Словаци                                       | Словаци                                       |                                               | 40                                            | 7,7%                                          |